# Humanismo cristão
Humanismo cristão, também chamado de religiosismo, é a crença que a liberdade e o individualismo humanos são partes intrínsecas (naturais), ou pelo menos compatíveis, com a doutrina e a prática cristãs. É uma união filosófica de princípios cristãos e humanistas.
Teólogos, como Jens Zimmerman, defendem o conceito de humanismo cristão como uma força convincente na história do cristianismo. No relato de Zimmerman, o humanismo cristão como uma tradição emerge da doutrina cristã de que Deus, na pessoa de Jesus, se tornou humano a fim de redimir a humanidade, e a injunção adicional para o coletivo humano participante (a igreja) de atuar a vida de Cristo.
O termo tem sido criticado por figuras associadas ao movimento humanista, com alguns notando que ele carece de coerência ou é usado, na verdade, para defender o "excepcionalismo" do Cristianismo. Alguns humanistas cristãos, por exemplo, chegam a sugerir que outras interpretações do humanismo são inautênticas, afirmando que "a humanidade comum, a razão universal, a liberdade, a personalidade, os direitos humanos, a emancipação humana e o progresso, e até mesmo a própria noção de secularidade... são literalmente impensáveis sem suas raízes humanistas cristãs."

## Definições
O fator distintivo inicial entre o humanismo cristão e outras variedades de humanismo é que os humanistas cristãos não apenas discutiam questões religiosas ou teológicas em algumas, ou todas as suas obras (como faziam todos os humanistas do Renascimento), mas, segundo Charles Nauert, fizeram uma conexão entre seu ensino humanístico e estudos sobre línguas e literatura clássicas, por um lado, e, por outro, seu estudo do Cristianismo antigo, incluindo a Bíblia e os Padres da Igreja. Ainda mais importante, eles associaram seu trabalho acadêmico (tanto clássico quanto bíblico e patrístico) com uma determinação de promover uma renovação espiritual e uma reforma institucional da sociedade cristã. Essa conexão entre seus esforços acadêmicos e seu desejo de renovação espiritual e institucional é a característica específica que distingue os "humanistas cristãos" de outros humanistas que apenas aconteciam de ser religiosos.

## História

### Renascença

#### Origens
O humanismo cristão surgiu no final do século XV com o trabalho inicial de figuras como Jakob Wimpfeling, John Colet e Thomas More; ele dominaria grande parte do pensamento na primeira metade do século XVI com o surgimento de figuras intelectuais do Renascimento e humanismo amplamente influentes, como Jacques Lefèvre d'Étaples e, especialmente, Erasmo de Roterdão, que se tornaria o maior estudioso do Renascimento nórdico. Esses estudiosos dedicaram grande parte de seu trabalho intelectual à reforma da igreja e à revitalização da vida espiritual através da educação humanista, sendo altamente críticos da corrupção que viam na Igreja e na vida eclesiástica. Eles combinaram as maiores virtudes dos filósofos morais pré-cristãos, como Cícero e Sêneca, com interpretações cristãs derivadas do estudo da Bíblia e dos Padres da Igreja Católica. Os valdenses têm sido vistos como uma síntese humanística do Cristianismo.

#### Jakob Wimpfeling
Embora os primeiros humanistas pouco tenham direcionado seu trabalho intelectual para reformar a igreja e revitalizar a vida espiritual por meio da educação humanista, os primeiros sinais e práticas pioneiras dessa ideia surgiram com Jakob Wimpfeling (1450–1528), um humanista renascentista e teólogo. Wimpfeling era muito crítico do patronato eclesiástico e criticava a corrupção moral de muitos clérigos; no entanto, sua timidez o impediu de transformar seu discurso em ação por medo de controvérsias. Embora ele adorasse ler muitos dos clássicos da antiguidade clássica, temia introduzi-los no Cristianismo mainstream e buscava utilizar as obras dos Padres da Igreja Latina e de alguns poetas cristãos do final do Império Romano para criar uma nova forma de educação que proporcionasse aos líderes da igreja uma formação na religião cristã, autores importantes da Igreja e alguns escritos clássicos relevantes, melhorando assim a condição da Cristandade.

#### John Colet
John Colet (1467–1519) foi outra figura importante no início do humanismo cristão, exercendo mais influência cultural do que seu contemporâneo mais velho, Jakob Wimpfeling. Atraído por filósofos neoplatônicos como Marsílio Ficino e Giovanni Pico della Mirandola e desenvolvendo uma apreciação pelos métodos humanísticos de análise de textos e desenvolvimento de ideias e princípios detalhados sobre eles, ele aplicou esse método humanístico às epístolas do apóstolo Paulo de Tarso.
Em 1505, completou seu doutorado em teologia e tornou-se reitor da Antiga Catedral de São Paulo. A partir daí, usou sua fortuna para fundar próximo à catedral a Escola de São Paulo para meninos. A escola era humanística, ensinando latim, grego e preparação moral de seus alunos, além de recrutar humanistas proeminentes para recomendar e compor novos livros didáticos. Os melhores autores cristãos eram ensinados, bem como alguns textos pagãos (principalmente Cícero e Virgílio). No entanto, as restrições de Colet ao ensino de outros textos clássicos foram vistas como anti-humanísticas e rapidamente revertidas pelos diretores da escola. Após sua morte, a escola de São Paulo tornou-se uma instituição humanística influente. Ele era muito crítico de muitos líderes da igreja.

#### Jacques Lefèvre d'Étaples
Jacques Lefèvre d'Étaples (1453–1536) foi, com Erasmo, um dos primeiros grandes humanistas cristãos a reconhecer a importância de integrar o conhecimento cristão, tanto nos escritos dos Padres da Igreja Católica quanto nos textos bíblicos, com muitas das melhores realizações intelectuais das civilizações antigas e do pensamento clássico. Educado na Universidade de Paris, ele começou a estudar grego sob a orientação de George Hermonymus devido ao seu interesse pelas mudanças culturais contemporâneas na Itália. Ele ensinou humanidades em Paris e, entre seus primeiros trabalhos acadêmicos, escreveu uma introdução à Metafísica de Aristóteles. Lefèvre escreveria muitas outras obras sobre Aristóteles e promoveria o uso de traduções diretas do trabalho de Aristóteles a partir do grego original, em vez das traduções medievais em latim que existiam na época.
Seu foco então começou a mudar para os Padres da Igreja Grega, que ele considerava fontes mais competentes para a pedagogia da vida espiritual do que o escolasticismo medieval, e seu objetivo passou a ser ajudar a revitalizar a vida espiritual na Europa. Em 1508, ele se aposentou para se concentrar precisamente nisso. Lefèvre começou a publicar vários textos bíblicos em latim, como os Salmos e as Epístolas de Paulo, e estava ansioso para estudar as variações textuais entre os manuscritos sobreviventes. Segundo Nauert, essas "publicações bíblicas constituem a primeira grande manifestação do humanismo cristão que dominou não apenas o pensamento humanístico francês, mas também o alemão, neerlandês e inglês durante a primeira metade do século XVI."

#### Erasmo de Roterdão
Erasmo de Roterdão (1466–1536) foi o maior estudioso do Renascimento nórdico e o mais influente humanista cristão da história, tornando-se o acadêmico mais famoso da Europa em sua época. Ele acreditava que "o aprendizado e a erudição eram uma arma poderosa tanto para o cultivo da piedade pessoal quanto para a reforma institucional da igreja", o que é chamado de instrumentalismo. :153
Um dos componentes definidores de seu sucesso intelectual foi seu domínio do grego. Já em dezembro de 1500, enquanto estava na Inglaterra, ele escreveu em uma carta que sua principal motivação para retornar ao continente era estudar grego e dominou rapidamente a língua sem um tutor, com acesso a apenas um pequeno número de textos gregos. Em 1505, ele traduziu Hécuba, de Eurípedes, e em 1506, traduziu Ifigênia em Áulis, também de Eurípedes, com ambas as traduções publicadas em 1506.

Erasmo escreveu que sua motivação ao criar traduções era restaurar a "ciência da teologia", que havia perdido seu grande posição devido aos escolásticos medievais. Dois anos antes, ele havia escrito que dedicaria toda a sua vida ao estudo das escrituras através de seu trabalho em grego;
"A partir de agora, pretendo me dedicar às Escrituras e passar o resto da minha vida nelas. Três anos atrás, de fato, me aventurei a fazer algo sobre a Epístola de Paulo aos Romanos... E teria continuado, se não fosse por certas distrações, das quais a mais importante era que eu precisava do grego a todo momento. Portanto, nos últimos três anos, tenho estado totalmente absorvido pelo grego; e não acho que meus esforços tenham sido totalmente em vão."
Ele publicou seu Manual do Cavaleiro Cristão (Enchiridion militis christiani) em 1503, abordando sua nova direção intelectual, a philosophia christi ('filosofia de Cristo'). Eventualmente, na edição independente de 1515, tornou-se extremamente popular, com 29 edições em latim entre 1519 e 1523, além de traduções para o inglês, holandês, alemão, francês e espanhol. "O segredo de seu sucesso espetacular foi a combinação de três elementos: ênfase na experiência espiritual pessoal em vez de cerimônias externas, crítica franca a muitos clérigos por corrupção moral [...] e a insistência de que a verdadeira religião deve ser expressa em uma vida moralmente íntegra em vez de na observância pontual das formalidades externas da religião." O título Enchiridion pode significar tanto 'adaga' quanto 'manual', e, portanto, tinha um duplo significado, implicando seu uso como uma arma na guerra espiritual.
A popularidade de Erasmo e de seu trabalho foi ainda mais amplificada pelo sucesso de suas obras literárias, como Elogio da Loucura, publicado em 1511, e Colóquios, publicado em 1518. Ele também obteve um sucesso incrível como erudito textual, interpretando, traduzindo e editando numerosos textos de clássicos gregos e romanos, Padres da Igreja e a Bíblia. Esse sucesso textual começou quando ele descobriu e publicou as Anotações do Novo Testamentode de Lorenzo Valla em 1504–1505, e em um único ano, 1516, Erasmo publicou a primeira edição grega do Novo Testamento, uma edição das obras do filósofo romano Sêneca e uma edição em quatro volumes das cartas de São Jerônimo. Suas críticas a muitos clérigos e injustiças foram amplamente populares e renomadas por décadas, e ele conseguiu fundar verdadeiramente e completamente o humanismo cristão.

#### Andrew Copson
Andrew Copson se refere ao humanismo cristão como um "termo híbrido... que alguns com um background cristão têm tentado introduzir". Copson argumenta que tentativas de adicionar adjetivos religiosos, como cristão, à postura de vida do humanismo são incoerentes, dizendo que isso "levou a uma série de reivindicações por aqueles que se identificam com outras tradições religiosas — seja culturalmente ou em convicções — de que eles também podem reivindicar um 'humanismo'. A sugestão que surgiu — de que 'humanismo' é algo do qual existem dois tipos, 'humanismo religioso' e 'humanismo secular' — começou a confundir seriamente a água conceitual".

## Contemporâneo
O crítico literário Lee Oser sugeriu que o humanismo cristão terminou com Jonathan Swift e Alexander Pope; no entanto, começou novamente com G.K. Chesterton, T.S. Eliot e J.R.R. Tolkien.
O personalismo, uma postura intelectual que enfatiza a importância das pessoas humanas, tem sido tratado como um nome moderno para o humanismo cristão associado ao Papa João Paulo II e a John Henry Newman.:157-164
O humanismo encarnacional é um tipo de humanismo cristão que coloca uma importância central na Encarnação, a crença de que Jesus Cristo era verdadeiramente e plenamente humano. Nesse contexto, a revelação divina de Deus é vista como não confiável precisamente porque está isenta das idiossincrasias do discurso humano.
Jens Zimmermann argumenta que "a descida de Deus à natureza humana permite a ascensão dos humanos ao divino". "Se Deus nos fala na linguagem da humanidade, então devemos interpretar a fala de Deus como interpretamos a linguagem da humanidade". O humanismo encarnacional afirma uma unificação do secular e do sagrado com o objetivo de uma humanidade comum. Essa unificação é plenamente realizada na natureza participativa dos sacramentos cristãos, particularmente na Eucaristia. O reconhecimento desse objetivo requer uma diferença necessária entre a igreja e o mundo, onde ambas "esferas são unificadas em seu serviço à humanidade". Críticos sugerem que é bastante incorreto estabelecer uma teologia separada da encarnação, e que os defensores tendem a abstrair Jesus de sua vida e mensagem.